# Cantone di Roquefort
Il Cantone di Roquefort era una divisione amministrativa dell'arrondissement di Mont-de-Marsan.
È stato soppresso a seguito della riforma complessiva dei cantoni del 2014, che è entrata in vigore con le elezioni dipartimentali del 2015.
Comprendeva i comuni di:
- Arue
- Bourriot-Bergonce
- Cachen
- Labastide-d'Armagnac
- Lencouacq
- Maillas
- Pouydesseaux
- Retjons
- Roquefort
- Saint-Gor
- Saint-Justin
- Sarbazan
- Vielle-Soubiran